# Gustavo Barros Schelotto
Gustavo Barros Schelotto (La Plata, 4 de maio de 1973) é um treinador e ex-futebolista argentino. Atualmente é assistente técnico da Seleção Paraguaia de Futebol. É irmão gêmeo de Guillermo Barros Schelotto.

## Carreira em clubes

### Início
O primeiro clube de Gustavo foi uma equipe juvenil, o For Ever. Até então, costumava jogar bola com o irmão Guillermo em casa, o que por vezes atrapalhava o pai, o médido Hugo Barros Schelotto, que atendia na própria residência em alguns dias na semana. A mãe, Cristina, uma professora, colocou os filhos no For Ever após notar a diferença de comportamento que um de seus alunos, antigamente agitado, apresentou nas aulas após começar a jogar ali.
Os gêmeos ganharam títulos juvenis no For Ever, onde ficaram amigos do futuro goleiro Gastón Sessa. O técnico deles também trabalhava no Estudiantes, e chamou os três para jogaram nas categorias inferiores dos pincharratas. Os três, todos torcedores do rival Gimnasia y Esgrima (o próprio pai dos irmãos seria um dos presidentes gimnasistas), acabaram indo. Sessa permaneceria ali, mas não os gêmeos: na visão deste, Gustavo, o mais extrovertido, vinha sendo utilizado, mas Guillermo, o tímido, era posto na reserva, o que desagradou à mãe dos dois, que os teria levado aos juvenis do Gimnasia. Os mellizos ("gêmeos", em espanhol) seguiriam juntos no clube do coração - Guillermo como atacante, Gustavo como meio-campista - e debutariam profissionalmente no Lobo em 1991.[carece de fontes?]

### Gimnasia y Esgrima La Plata
Após campanhas apenas regulares do Gimnasia nos campeonatos argentinos, os gêmeos faturariam em 1994 seu prieiro título: a Copa Centenário, torneio oficial da AFA nos moldes das copas nacionais europeias que celebrava os 100 anos do campeonato.[carece de fontes?] A Copa Centenário ainda é o único torneio profissional de elite vencido pelo Gimnasia no futebol.
Nos Clausuras e Aperturas se seguiram à primeira conquista da dupla, o Gimnasia prosseguiu de forma ascendente, disputando seguidamente títulos. O clube esteve bastante perto de faturar dois Clausuras, em 1995 e 1996, mas ficou no vice-campeonato. No primeiro, o clube liderou até última rodada, e faturaria a taça se vencesse em seu estádio o Independiente, que já não tinha ambições no torneio. A única outra equipe que poderia ser campeã era o San Lorenzo, que estava dois pontos atrás e precisava vencer fora de casa o Rosario Central, além de torcer pelo tropeço do GELP, que acabou acontecendo: os platenses perderam por 0 x 1 em casa enquanto o San Lorenzo, com um gol a treze minutos do fim, venceu pelo mesmo placar o Central.[carece de fontes?]
No segundo, em que a equipe chegou a vencer por 6–0 Boca Juniors (em plena La Bombonera no time de Diego Maradona, Claudio Caniggia e Juan Sebastián Verón) e Racing, além de derrotar de virada por 2–1 o River Plate no Monumental de Núñez, a taça foi perdida justamente após um empate de 1–1 em um clásico platense contra o Estudiantes; o adversário pelo título, o Vélez Sarsfield, também empatou na rodada e, como possuía um ponto a mais, levou a melhor na disputa.[carece de fontes?]
O bom desempenho dos gêmeos alimentavam rumores de suas saídas do Gimnasia. Eles teriam sido oferecidos em 1996 ao River Plate, mas o líder da equipe, Enzo Francescoli, teria discordado da ideia. Francescoli, segundo rumores não-confirmados, havia se desentendido com Gustavo em determinada ocasião e, por isso, teria vetado a vinda dos platenses. Os Barros Schelotto iriam justamente para o arquirrival Boca Juniors.

### Boca Juniors
Eles chegaram a pedido do próprio Diego Maradona. Por orientação dele, o Boca Juniors foi contratar três jogadores em La Plata, trazendo do Gimnasia os gêmeos e, do Estudiantes, Martín Palermo.
Gustavo, que no período chegou a passar um semestre emprestado ao Unión de Santa Fe, esteve presente nos títulos argentinos Apertura de 1998 e 2000 e no Clausura de 1999. Em 2000, participou também dos títulos na Copa Libertadores da América e do Mundial Interclubes, porém normalmente fora da equipe titular, sendo considerado apenas um reserva útil quando necessário em campo. Enfrentava a concorrência de Mauricio Serna, Diego Cagna, José Basualdo e Juan Román Riquelme por um lugar no meio-de-campo xeneize, todos estes bastante celebrados ali.
Embora vitoriosa, sua estadia na Bombonera ficou prejudicada, além da reserva, por ser ofuscado pelo brilho maior do irmão ali  e por um problema disciplinar: teria chegado às vias de fato com o então técnico Héctor Veira; seu empréstimo ao Unión teria ocorrido justamente como uma punição e para que a comissão técnica não perdesse autoridade frente aos jogadores.

### Outros clubes
Saiu do Boca junto com o colega Martín Palermo, contratados pelo Villarreal após a Intercontinental de 2000. Gustavo Barros Schelotto, porém, não se deu bem na Espanha, logo voltando à Argentina, como jogador do Racing. No time de Avellaneda ficou pouco tempo, mas integrou a equipe titular que conquistou o título Apertura de 2001, encerrando um jejum de 35 anos sem títulos argentinos da Academia.
Em 2002, foi para o Rosario Central. Em sua nova equipe auriazul, ficou apenas dois anos, sem títulos, mas com bastante identificação com a torcida canalla, a ponto de batizar uma filha de Rosario, e a outra de Juana Central.
Já veterano, passou novamente pelo Gimnasia, rumando sem muito alarde pela equipe peruana do Alianza Lima e pelo Puerto Rico Islanders, da United League Soccer, uma segunda divisão em nível técnico do futebol estadunidense, onde aposentou-se em 2007.
Em 2009, trabalhou como assistente técnico do Olimpia, do Paraguai e como comentarista esportivo da rede estatal argentina de televisão. Já havia exercido a mesma função em 2007, no TyC Sports. No Paraguai, chegou a trabalhar como assistente técnico também no Libertad.

## Seleção
Gustavo nunca chegou a defender a equipe principal da Seleção Argentina, mas chegou a atuar, ao lado do irmão gêmeo, pelos selecionados juvenis da Albiceleste.

## Como treinador
Após ser assistente em comissões técnicas de algumas das principais equipes paraguaias, acertou em 2012 com o Lanús, o primeiro clube onde exercerá o cargo de treinador efetivo. Curiosamente, em uma dupla com seu irmão gêmeo, Guillermo.

## Títulos

### Como jogador
Gimnasia y Esgrima de La Plata
- Copa Centenario: 1995

Boca Juniors
- Copa Intercontinental: 2000
- Copa Libertadores da América: 2000
- Campeonato Argentino: 1998 - Apertura, 1999 - Clausura, 2000 - Apertura
- Copa Revancha: 1997, 1999
- Copa Desafio: 1997, 1999
- Copa Província de Mendoza, 1997

Racing
- Campeonato Argentino: 2001 - Apertura